# Mariano Gómez Ulla
Mariano Gómez Ulla (Santiago de Compostela, 6 de noviembre de 1877 - Madrid, 24 de noviembre de 1945) fue un cirujano militar español. Presente en los campos de batalla de las guerras de África, de la guerra civil española, y en la Primera y Segunda Guerra Mundial, donde desarrolló una intensa labor sanitaria. Presidente de la Organización Médica Colegial de España (1941-1945)

## Biografía
Nació el 6 de noviembre de 1877 en Santiago de Compostela, fue el cuarto de ocho hijos de Ramón Gómez Fernández (médico-cirujano) y de Dolores Ulla Fociños. Cursó el Bachillerato en el Instituto de Santiago, dirigido en aquel entonces por su abuelo materno. Si bien procedía de una familia muy acomodada, la temprana muerte de su padre dificultó inmensamente su infancia. Aun así y con el apoyo y ejemplo de trabajo que recibió de su madre realizó sus estudios de Medicina en su ciudad natal así en el curso 1892-93 inició la licenciatura de Medicina en la Facultad compostelana, que culminará en el 1898-99, obteniendo la calificación de sobresaliente en dicha licenciatura. Sus maestros, en especial, el Dr. Sánchez Freire hicieron que se inclinase a formarse en cirugía, reconociendo él mismo posteriormente: “Desde los primeros años de la carrera sentimos afición por esta disciplina que nos cautivó al terminarla, por haber tenido la suerte de ser ayudante de un inolvidable maestro y gran cirujano de aquella época, el doctor Sánchez Freire”. Más tarde consigue un doctorado por la Universidad Central de Madrid, única en España que concedía esa titulación, para el que presentó la tesis doctoral titulada "La desinfección en el Ejército", calificada de sobresaliente.
En 1899, Ulla ingresó, por oposición y con el n.º 1, en la Academia de Sanidad Militar de la que salió en junio de 1900 con el empleo de médico 2.º (teniente). A partir de entonces y a través de los correspondientes ascensos, desempeñó todos los empleos posibles en la carrera, hasta el supremo de inspector médico de 1.ª clase (general de División), que alcanzó en 1943 año en el que, además, fue nombrado jefe de los Servicios de Sanidad del Ejército.
Fue su decisiva intervención en los episodios marroquíes de 1909 y de 1921-23 de la guerra del Rif, principalmente en el segundo de ellos, donde inauguró sus desde entonces famosísimos hospitales transportables a lomo de mulos, luego llamados hospitales Gómez Ulla, que le permitieron la asistencia inmediata en primera línea, con la cual redujo drásticamente la morbi-mortalidad de los heridos. Luego, en la acción de 1924-25, cuyo punto álgido fue el desembarco de Alhucemas, coordinó la evacuación de los heridos desde los hospitalillos de campaña a los barcos-hospitales y su ulterior traslado a la península ibérica. Era desde 1925 Gentilhombre de cámara con ejercicio del rey Alfonso XIII.
Intervino en la guerra civil asistiendo las necesidades del Madrid sitiado desde su puesto en el hospital de Carabanchel, y luego en el provisional instalado en el hotel Palace. Participó activamente en la Primera y Segunda Guerras Mundiales, en una y por indicación expresa del rey Alfonso XIII para atender a las necesidades de los prisioneros alemanes en el frente occidental; y en la otra, reorganizando los servicios médico quirúrgicos de la División Azul, desplegada en el frente de Rusia.
Conservador, monárquico y demócrata, Gómez Ulla fue médico militar 46 años, especializándose en cirugía de guerra y labores organizativas en el frente en África, la Guerra Civil y las dos guerras mundiales. La guerra española lo sorprendió en Madrid. Los nacionales lo acusarían de “faccioso” por atender a los heridos republicanos; y los republicanos lo detuvieron y condenaron a muerte. Tras la contienda fue sometido a Consejo de Guerra por atender a los heridos en el Madrid republicano, del que salió impune gracias a sus méritos. En numerosas ocasiones se declaró en contra de la persecución de los médicos militares que, como él, habían prestado servicios humanitarios a la República.
A partir de aquí, su carrera cobró un ritmo cada vez más ascendente, participando activamente en los numerosos Congresos nacionales e internacionales de Medicina, en todos los cuales destacó por su aportación científica en todo lo que hacía referencia a medicina de guerra.
Paralelamente Gómez Ulla ejerció entre 1909 y 1944, siempre que sus actividades médico-militares se lo permitieron, los cargos de inspector provincial de Sanidad, en Madrid y Palencia, y el de médico de la Beneficencia Municipal de Madrid. Tuvo también consulta médico-quirúrgica privada, operando a miles de pacientes, la mayoría gente de la alta sociedad, en diversos sanatorios de Madrid. 

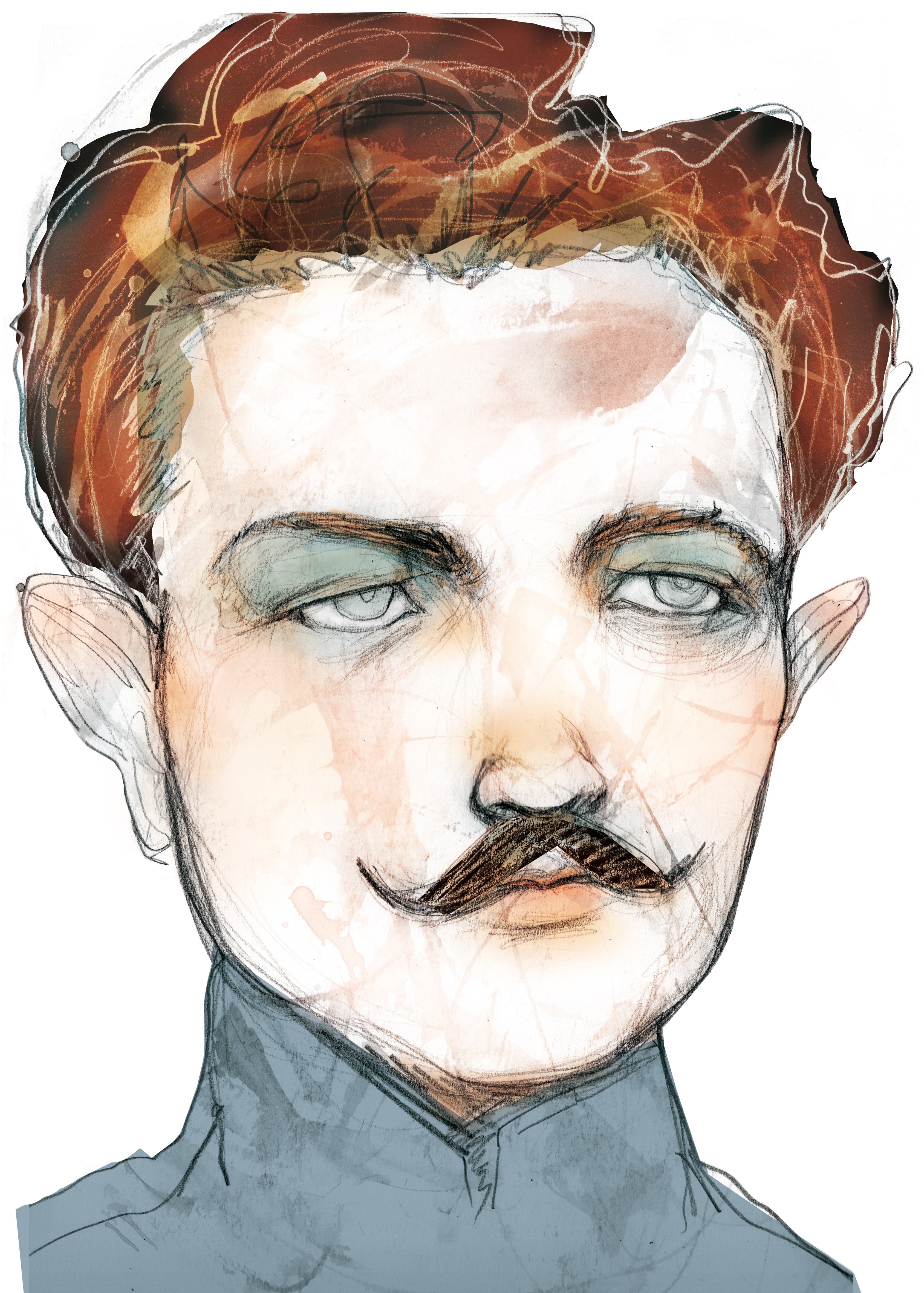
Retrato de Mariano Gómez Ulla por Eulogia Merle

En 1941 fue nombrado jefe de los Servicios de Sanidad Militar del Ejército Español y en octubre del mismo año, presidente de la Organización Médica Colegial de España. Entre las muchas iniciativas emprendidas al servicio de esta institución, destacan dos: mejorar la situación de los médicos titulares, y dar el mayor apoyo al Patronato de Huérfanos de Médicos.
Falleció en Madrid, el 24 de noviembre de 1945. El 5 de junio de 1946 el Hospital Militar de Madrid recibió el nombre de Gómez Ulla, en honor del general-médico Mariano Gómez Ulla.

## Gómez Ulla como militar

### Primeros pasos en la milicia

#### Ingreso
Mariano Gómez Ulla ingresó como alumno de la academia médico militar el 22 de septiembre de 1899 con el número uno en el concurso oposición, como curiosidad cabe destacar que el número dos fue un compañero de promoción de la universidad de Santiago. Cursó un año de estudios en este centro hasta ser nombrado médico segundo del cuerpo militar de sanidad, lo que hoy equivale a un teniente médico, en junio del año siguiente.

#### Primeros destinos
Ejercerá su primer mando como jefe de la tercera sección de la tercera compañía de la Brigada Sanitaria, en el hospital militar de Zaragoza. Desde fin de noviembre de 1901 mandará la sección de ambulancias de montaña de la Brigada Sanitaria, en este empleo destaca y será nombrado en 1902 habilitado de la plana mayor de la brigada de tropas de Sanidad militar. En 1904, siempre como médico segundo será destinado al segundo batallón del regimiento de infantería de Melilla n.º 1.
En febrero de 1905 es ascendido a médico primero del cuerpo de sanidad militar, tras su ascenso esta a espera de destino en la sexta región militar siendo comisionado como encargado de la asistencia clínica en el hospital militar de Burgos. Ejercerá su empleo de médico primero por primera vez como jefe de la primera compañía de tropas de sanidad militar, cargo que asumirá el 6 de julio de 1905. Se mantendrá en este cargo hasta fin de julio de 1909 sin mayor novedad exceptuando su matrimonio con doña Elisa Salinas en la basílica del Pilar de Zaragoza.

#### Primera campaña de África
Por Real Orden del 30 de julio de 1909 es destinado a la ambulancia de montaña de la primera división expedicionaria, unidad encargada de realizar la denominada “penetración pacífica” en Marruecos. Permanecerá en este destacamento hasta fin de enero de 1911.
Durante su destacamento en África participara en varios combates obteniendo: la medalla conmemorativa del combate del puente de Sampayo, tres cruces al mérito militar de primera clase con distintivo rojo (dos de ellas pensionadas) y la medalla de Melilla.

### Notoriedad y las campañas de África

#### Primeros pasos de un gran cirujano
Una vez finalizada la campaña de África es destinado al hospital de Madrid-Carabanchel, encontrara el hospital en un estado lamentable. Llevara a cabo una importante labor de organización, abastecimiento, modernización y colaboración con las Hijas de la Caridad para mejorar el hospital que un día llevaría su nombre si bien no se parecía en nada al que podemos encontrar hoy, era un hospital de barracones abarrotado de enfermos, muchos de ellos incurables.

#### Viajes por Europa
En 1912 es comisionado para estudiar cirugía de guerra en París, Roma y Berlín.
En 1915, a petición del Káiser alemán es comisionado por el ministro de la guerra por la Real Orden del 15 de febrero para visitar los prisioneros alemanes y posteriormente el frente en conjunto, dicha comisión será gratificada por 22 500 pesetas anuales. Se quedará en Francia hasta el final de la guerra, asistiendo a los actos conmemorativos por este y siendo condecorado con la medalla al reconocimiento francés.
Habiendo ascendido a Médico Mayor (posteriormente denominado comandante médico) el 28 de julio de 1917 al finalizar la gran guerra se incorporará de nuevo al Hospital Militar de Madrid-Carabanchel en comisión de servicio como profesor de la academia médico militar.

#### Acciones de guerra y modernización de la sanidad militar
Cuando comienza la guerra en África en 1921, la guerra del Rif, el doctor se desplaza desde Berlín al protectorado donde será nombrado “cirujano consultor-director de los servicios de cirugía del ejército de operaciones de Marruecos y hospitales de evacuación de la península”, cargo que mantendrá tras su ascenso a teniente coronel en marzo de 1928.
En el frente destacará su labor coordinando la evacuación de los heridos, la organización de la asistencia sanitaria en el desembarco de Alhucemas, punto de inflexión de la contienda, y su actividad asistencial. El doctor buscara incluso tiempo para atender a sus subordinados, quienes también sufrían del malvivir de la guerra y de la cantidad de trabajo que supone esta misma para un cirujano como lo mencionó el Doctor Slocker en la contestación a su discurso de ingreso en la Real Academia Nacional de Medicina.
Entre sus acciones en el frente destacara la organización de un hospital quirúrgico de montaña transportable a lomos de mulos, que con unos 60 mulos podrá montar un hospital con 100 camas y un bloque operatorio cerca del frente para acercar la asistencia al herido, un avance comparable al de las ambulancias de Larrey en las guerras napoleónicas que evitara que los heridos tengan que trasladarse a plazas seguras a veces a muchos kilómetros para poder ser atendidos. Puede considerarse el antecesor de nuestros Role 2 modernos. Este hospital se estrenó en abril de 1922 realizando más de 400 intervenciones. También organizará “grupos quirúrgicos de campaña”, una auténtica ambulancia de SVA capaz de realizar operaciones quirúrgicas cerca del frente y un sistema de triaje inspirado en el utilizado por el ejército francés en la Primera Guerra Mundial.

### Gómez Ulla en la guerra civil española

#### Su labor en el Madrid republicano
Una vez terminada la guerra Gómez Ulla es destinado al hospital militar de Madrid-Carabanchel una vez más donde además de su labor científico-clínica ejerció como jefe de los servicios de cirugía del Ejército.
La sublevación del 17 de julio de 1936 pillo a Gómez Ulla en el Madrid republicano ejerciendo como cirujano en el mencionado hospital de Madrid-Carabanchel. Continuó ejerciendo dicha labor, como coronel médico a partir de diciembre de ese mismo año, al servicio del gobierno de la República sin más novedad que el traslado del hospital y todos sus enfermos al Hotel La princesa para mayor seguridad de estos últimos al alejarlos del frente.

#### Encarcelación, sentencia y liberación del ilustre doctor
Siendo el doctor un fiel monárquico, era conocido del propio Alfonso XIII, se vio francamente decepcionado por lo que encontró en el Madrid republicano de la guerra civil lo que le causó cierto malestar en el gobierno de la república, algunas fuentes informan que incluso trató de pasarse al bando nacional. Esto derivó en su encarcelamiento en febrero de 1938, su hoja de servicios hace constar a este aspecto su situación: "En prisiones rojas de Madrid y Barcelona en situación de procesado por el gobierno rojo".
Como procesado por el gobierno de la República, fue condenado a muerte. La intercesión de la Cruz Roja Internacional y la presión francesa, así como de los organismos académicos franceses, en particular de la Academia de Bellas Artes, que fue quien recibió el despacho de la Academia de Medicina española pidiendo la intercesión del ministerio de exteriores francés, le salvaron la vida al doctor. Este último, según una publicación del periódico suizo Le Journal de Genéve, fue intercambiado por el doctor José Bago, que pasó a Francia por la frontera navarra a la vez que el doctor Mariano Gómez Ulla pasó a ese mismo país por la frontera catalana acompañados por sendos delegados de la Cruz Roja.
Una vez liberado el 23 de noviembre de 1938, estuvo en zona nacional hasta marzo de 1939.

### Últimos años y acciones destacadas

#### Su acceso al generalato
El 14 de marzo de 1939, en zona nacional, es ascendido a Inspector médico habilitado y destinado a la inspección general de sanidad en el cuartel general del generalísimo, es decir en el del ejército sublevado, para una vez instaurado el gobierno franquista firme pasar a ocupar ese mismo cargo, pero en el ministerio de guerra en vez del cuartel general.
El 11 de julio de 1941 es ascendido a Inspector médico de segunda clase, el equivalente a general de brigada, y nombrado jefe de los servicios de sanidad del ejército.
El 7 de enero de 1943 es ascendido a Inspector médico de primera clase, el máximo grado alcanzable en el cuerpo militar de sanidad, manteniéndose en su cargo anterior hasta el día de su muerte.

#### Gómez Ulla, el ideal del militar médico
A lo largo de su vida Mariano Gómez Ulla fue un excelente militar, se le impusieron 24 condecoraciones entre las que destacan la Gran Cruz de la Real y Militar Orden de San Hermenegildo, varias cruces al mérito militar y la medalla del reconocimiento francés.
En su hoja de servicios destaca, entre otros, su informe personal en el que destaca su valor militar estando calificado de acreditado, y su mucha inteligencia en el servicio.

## Gómez Ulla como científico

### Hospital Quirúrgico de Montaña a lomo
Entre las contribuciones que realizó Mariano Gómez Ulla a la medicina cabe destacar, sin duda alguna, el Hospital Quirúrgico de Montaña a Lomo, que surge frente a la necesidad de evacuar de manera rápida y ordenada a la ingente cantidad de heridos y bajas sufridas por las tropas españolas en la guerra de Marruecos (guerra de Melilla y guerra del Rif). En dichas campañas, los camilleros encargados de transportar a los heridos al Puesto de Sanidad más cercano para recibir una atención primaria, deben hacer frente a senderos y caminos de difícil acceso y prácticamente intransitables, lo que resultaba en numerosos procesos infecciosos, sumados al desgaste físico y moral de heridos y camilleros y la tardía intervención del personal sanitario. Todo esto desembocó, indefectiblemente, en un gran número de fallecimientos.
Ante tal situación, Gómez Ulla parte comisionado, en 1912, a París, Berlín y Roma y posteriormente, en 1915, regresa a Berlín donde alarga su estancia durante la Primera Guerra Mundial, con el objetivo de estudiar las distintas organizaciones quirúrgicas y evacuaciones desde primera línea del frente hasta la retaguardia. El médico español era firme partidario de atender a los heridos lo más rápido posible, por lo que surgen el Hospital Quirúrgico de Montaña a lomo y los Equipos Quirúrgicos de Vanguardia. Estos equipos, constituidos por personal sanitario, medios de transporte y equipos quirúrgico embalado en cajones lograron trasladar la asistencia sanitaria hasta casi el mismo frente, reduciendo considerablemente en número de bajas.
El Hospital Quirúrgico de Montaña, inspirado en la metodología francesa y belga de la Primera Guerra Mundial, estaba compuesto por un módulo quirúrgico y otro de hospitalización, dos tiendas para limpieza de heridos, dos para clasificación y farmacia más otro módulo para esterilización. Todo ello, transportable, con paredes y techos de madera en forma de persianas, pudiendo ser enrolladas y transportadas en módulos desmontables de 55 a 60 mulos. Su autonomía sin reaprovisionamiento era de 200 intervenciones y dicha unidad, integrada por 25 hombres, incluyendo mecánicos y sanitarios, además de dos radiólogos, dos auxiliares, dos equipos quirúrgicos con cirujano, dos ayudantes, practicante, dos enfermeras y farmacéutico; a las órdenes de un Capitán médico podía estar lista para ser utilizada en menos de 12 horas. Así, se estrenó en abril de 1922, llegando a realizar casi 400 intervenciones y a contar con unos 250 hospitalizados. Además, cabe recalcar su utilización en la playa de la Cebadilla, durante el desembarco de Alhucemas, tras ser desembarcado a brazo y haciendo frente a un intenso fuego de artillería enemigo que le causó 38 bajas. En esta ocasión, se operó a cerca de 20 heridos de abdomen que sin tan rápida intervención no hubiesen sobrevivido.

### “Instrucciones de manejo de la primera tarjeta de Diagnóstico, Clasificación y Evacuación”
Gómez Ulla diseña y establece lo que es considerado uno de los primeros sistemas de triaje, inspirándose probablemente en el ejército galo para ello. La primera referencia a esta tarjeta se encuentra en la Revista de Sanidad Militar del 15 de septiembre de 1921 (página 557), pues dicho documento será utilizado por las tropas destinadas en Marruecos. Así, se indica lo siguiente:
“Llenar todas las indicaciones que se piden. En caso de herida leve, separar la banda roja que indica la gravedad. De los cuatro semicírculos rojos, que sirven para marcar el asiento de la lesión, solamente se dejará unido el que corresponda a la parte del cuerpo herida; y en caso de que fuesen varias las lesiones, se dejarán todos los correspondientes a aquellas. Para los enfermos se puede emplear la tarjeta, separando los cuatro semicírculos rojos y dejando o no la banda roja, indicadora del pronóstico. Aclaraciones: Los heridos de guerra no se deben clasificar en el campo de batalla más que en graves y leves; por lo tanto, basta con una sola banda para indicarlo. Los cuatro semicírculos rojos referentes a las cuatro partes principales del cuerpo, se nos ocurre pueden ser útiles en los casos de gran aglomeración de heridos, permitiendo darse cuenta rápidamente de la clase de lesiones que predominan; servirán también para indicar la existencia de lesiones múltiples que no pueden consignarse por escrito por falta de espacio; será una indicación cuando el diagnóstico no sea legible, por mal escrito o porque se haya borrado y, por último, en los casos de apuro en que el médico no tenga tiempo o no lo haya, los mismo Practicantes pueden llenar la tarjeta, enviando los heridos a retaguardia con un dato de cierto interés”
Estas instrucciones sufrieron ciertas modificaciones en las “Instrucciones Generales para el Servicio de Cirugía” publicadas por el mismo M. Gómez Ulla en otro ejemplar de la misma revista en 1922, consolidándose un sistema de clasificación que salvaría numerosas vidas.

### Otras aportaciones de Gómez Ulla a la Medicina

#### Raquianestesia
Es uno de los precursores de la raquianestesia en España, consiguiendo, tras diversas intervenciones donde estudió y realizó modificaciones sobre el anestésico a utilizar, las denominadas “ampollas de Raqui”. En este campo tiene gran importancia su trabajo “Inconvenientes reales y contraindicaciones de la anestesia medular”, donde expone las dificultades a las que tienen que enfrentarse equipos nacionales y extranjeros, así como él mismo al utilizar esta técnica.

#### Fracturas, lesiones articulares y traumáticas
Se yergue con firme defensor de la movilización rápida y precoz de las lesiones articulares traumáticas y de las artritis supuradas, frente a las largas movilizaciones de las que eran partidarios los cirujanos ortopédicos en esos años. También establece el tratamiento cruento de fracturas cerradas con sus consiguientes ventajas en el postoperatorio, y diseña, para inmovilizar fracturas transversales diafisiarias, una placa sobre la que ciñe cinta de Putti-Parrham.

#### Publicaciones
Se le acreditan alrededor de 27 publicaciones, entre las que podemos encontrar una tesis doctoral dirigida por él a la que se puede acceder en el apartado de Tesis Inéditas de la Universidad Complutense de Madrid, así como conferencias, prólogos, capítulos de libros o diversos artículos.

## Condecoraciones
- 1909. Cruz Roja del Mérito Militar sencilla (25 de septiembre).
- 1910. Cruz Roja del Mérito Militar pensionada. (29 de abril).
- 1926. Cruz al Mérito Militar con distintivo blanco.
- 1927. Cruz al Mérito Militar de 2.ª clase con distintivo blanco, pensionada.
- 1935. Gran Cruz del Mérito Militar.
- 1943. Gran Cruz de la Real y Militar Orden de San Hermenegildo.
- 1943. Gran Cruz de la Orden del Mérito Militar, con distintivo blanco.
- 1945. Gran Cruz de la Orden Civil de Sanidad.
- 1945. Gran Cruz del Mérito Naval con distintivo blanco.
- 1945. Otra, Gran Cruz del Mérito Naval con distintivo blanco.

## Legado

### Reconocimientos
La necesidad de acercar la asistencia quirúrgica a los teatros de operaciones, materializada en la creación del “Hospital Quirúrgico de Montaña Transportable a lomo de mulos” y posteriormente del “Grupo Quirúrgico de Campaña”. Así como los avances en Cirugía y Asistencia, entre los que destacan:  Diseño y establecimiento las «Instrucciones de manejo de la primera tarjeta de Diagnóstico, Clasificación y Evacuación» de que tenemos noticia en España, de inspiración en las utilizadas en el ejército Francés, le valieron un gran reconocimiento a nivel civil y militar.
Gómez Ulla fue un médico y militar muy destacado por aunar de forma brillante la labor organizativa y quirúrgica, lo que le llevó a ser homenajeado por la sociedad civil y el Ejército y condecorado por la Monarquía, la Dictadura de Primo de Rivera, la II República y el Régimen de Franco.
Se mantuvo actualizado en todos los aspectos de su práctica, incluidos: Planificación, Logística, Cirugía, Anestesia, Rehabilitación y Medicina Preventiva, aunque con más aportaciones prácticas que teóricas.
En la vida civil alcanzó gran prestigio, destacando especialmente su condición de Académico de Número de Medicina, Presidente del Consejo General del Colegio de Médicos de España y Vicepresidente de la Asociación Española de Cirujanos entre otras.

### Reconocimiento de sus compañeros
Gran muestra del reconocimiento de sus compañeros queda reflejado en su sesión necrológica del colegio de Cirugía de Madrid en su homenaje, realizada por el Dr. Manuel Gómez Durán el 20 de diciembre de 1945.
Sin duda y más allá, de sus múltiples condecoraciones, la principal muestra de relevancia del General Médico D. Mariano Gómez Ulla es la denominación del actual Hospital Central de la Defensa en su memoria.

### Hospital Central de la Defensa
Su construcción se aprobó en 1890, dirigida por el Capitán de Ingenieros, Manuel Cano y León tras el incendio del Hospital Militar situado en la calle Princesa. Comenzó a ser ocupado por enfermos en 1896, en una situación crítica por la multitud de combatientes heridos y repatriados. Durante la guerra de África cobra gran importancia. El hospital está en una zona de frente durante la Guerra Civil, lo que provocó que se tuviese que efectuar una reconstrucción para subsanar los daños. El 5 de junio de 1946 recibe el nombre de Gómez Ulla en su memoria.